# Cultura Sesklo
Durante a cultura Sesklo (5800-5 300 a.C.), principal cultura do neolítico médio da Grécia, as cabanas de madeira são substituidas por cabanas de pedra compostas por tijolos fixados com madeiras entrelaçadas na horizontal e na vertical; Nea Makri adquire valas para contenção da água, uma rua pavimentada e poços de água, enquanto Achilleio é abandonado até o final da cultura. Sesklo consistia em uma acrópole murada coberta por edifícios quadrados e retangulares, um mégaro e um edifício possivelmente utilizado como loja de óleo que era sustentado por contrafortes internos. Era rodeada por uma cidade baixa de 200 a 300 habitantes caracterizada por casas divididas por vielas e compostas por poucas salas separadas.
A economia do período permanece praticamente inalterada, a obsidiana é mais frequentemente utilizada como matéria-prima, figurinhas continuam a ser produzidas e a cerâmica adquire uma decoração em vermelho e branco.